# (620) Drakonia
(620) Drakonia es un asteroide que forma parte del cinturón de asteroides y fue descubierto por Joel Hastings Metcalf desde el observatorio de Taunton, Estados Unidos, el 26 de octubre de 1906.

## Designación y nombre
Drakonia recibió inicialmente la designación de 1906 WE.
Más adelante se nombró posiblemente por la universidad estadounidense de Drake.

## Características orbitales
Drakonia está situado a una distancia media de 2,435 ua del Sol, pudiendo alejarse hasta 2,764 ua. Su excentricidad es 0,1349 y la inclinación orbital 7,739°. Emplea en completar una órbita alrededor del Sol 1388 días.